# National Alliance (St. Lucia)
National Alliance war eine politische Partei im Inselstaat St. Lucia in der Karibik. Die Partei wurde von George Odlum gegründet und geführt. Odlum hatte versucht sich nach einem Zerwürfnis mit Kenneth Anthony von der Saint Lucia Labour Party unabhängig zu machen. Er trat mit der Partei bei den Wahlen 2001 an, erhielt jedoch nur 3,7 % der Stimmen und damit keinen Sitz im Parlament.
Mit dem Tod von Odlum 2003 löste sich die Partei auf.